# Seilzugangstechnik
Seilzugangstechnik (SZT) (auch seilunterstützte Zugangs- und Positionierungsverfahren (SZP), umgangssprachlich Industrieklettern, Berufsklettern oder ehemals Technosport (in der DDR), englisch Rope Access) ist ein Zugangs- und Arbeitsverfahren für Arbeiten an hoch oder tief gelegenen und anderen schwer zugänglichen Arbeitsplätzen, bei denen ein Zugang nur unter Zuhilfenahme von Seilen und unter permanenter Absturzsicherung möglich oder mit geringeren Risiken verbunden ist.
Die Anwender (meist Höhenarbeiter, Industriekletterer, Seilarbeiter oder SZP/SZT-Anwender genannt) sind immer redundant gesichert. Sie positionieren sich für Arbeiten mit Hilfe eines Tragsystems (Arbeitssystem), an dem sie sich kontrolliert ab und auf bewegen können, und verhindern im Falle des Versagens den Sturz mit einem Sicherungssystem.
Der Seilzugang im Arbeitseinsatz erfolgt unter Verwendung von Techniken, die sich aus der Einseiltechnik der Höhlenforschung, aus Abseil- und aus Klettertechniken entwickelt haben.
Gesondert zu betrachten ist die reine PSAgA-Anwendung in Bereichen mit Absturzgefahr. PSAgA gehört zu den persönlichen Schutzausrüstungen.

## Grundlagen
In Deutschland erfolgt der Einsatz nach europäischen Verordnungen und berufsgenossenschaftlichen Regelwerken. International definiert die ISO 22846-1 die Anforderungen an Seilzugangstechniken
In Deutschland regelt die Betriebssicherheitsverordnung und insbesondere die Technische Regel Betriebssicherheit 2121-3: Gefährdungen von Personen durch Absturz - Bereitstellung und Benutzung von Zugangs- und Positionierungsverfahren unter Zuhilfenahme von Seilen diese Tätigkeiten.

## Funktion und Einsatzbereich

### Abgrenzung zu anderen Klettertechniken
SZP/SZT grenzt sich vom Klettern als Sport ab, da die Motivation hier nicht die Bezwingung eines Hindernisses ist, sondern das Ermöglichen einer Arbeitstätigkeit an einem Ort, der auf anderem Wege nicht oder nur mit kosten- und materialintensiven Mitteln erreichbar wäre.
In der Vorgehensweise ist es auch nicht mit dem alpinistischen technischen Klettern zu vergleichen, da in den meisten Fällen ein Zugang von oben durch Abseilen erfolgt. Dies entspricht der Vorgehensweise in der Speläologie, die erstmals die Einseiltechnik etablierte. Im Gegensatz zum Bergsport wird die Möglichkeit eines Sturzes ins Seil minimiert, die Arbeitsstelle wird durch Arbeitsplatzpositionierungsverfahren erreicht. Das erfolgt durch die Verwendung eines Kernmantelseiles, das für das Auffangen eines Sturzes ungeeignet wäre. Sollte das Tragsystem versagen, sorgt eine zusätzliche Sicherung in einem separaten System für eine wirkungsvolle Verhinderung des Absturzes.

### Seilzugangstechnik
Seilzugangstechniker sind gut ausgebildete Anwender – ungesichertes Arbeiten ist nach den Standards der modernen Arbeitssicherheit nicht zulässig. Sie seilen sich vorwiegend unter Verwendung von genormter Ausrüstung ab und verrichten ihre Arbeiten. Anschließend seilen sie sich abhängig von den örtlichen Gegebenheiten bis zum Boden ab oder steigen am Seil wieder auf. Um auf Gefahren wie das Hängetrauma schnell reagieren zu können, wird in der Ausbildung auch das Vorgehen bei der Selbstrettung und Rettung anderer Personen vermittelt.

### Einsatzbereiche
Höhenarbeiter kommen vor allem zum Einsatz, wenn Gerüste oder Hubsteiger im Vergleich zu gefährlich oder wirtschaftlich nicht vertretbar sind:
- Montage z. B. Windenergieanlagen, Stahlbaumontagearbeiten und anderes im Hochhausbau, Brückenbau, bei Bohrinseln usw. und andere Arbeiten, bei denen technische Sammeleinrichtungen nicht einsetzbar sind.
- Dachreparaturen und Holzschutz – im Besonderen etwa von Kirchendächern, Schornsteinsanierung, Montage von Taubenabwehr und Blitzschutzanlagen, Fassadensanierung, Korrosionsschutz an Metall und Beton bei technischen Strukturen, Anstricharbeiten, Fugensanierung und Dichtungsarbeiten
- Wartungsarbeiten an hohen Gebäuden, Fenster- und Dachrinnenreinigung, Reinigungsarbeiten im Industrie- und Kraftwerksbereich
- Felssicherung („Felsputzen“) im Verkehrswegebau und oberhalb von Siedlungsräumen
- Durchführen von Fotodokumentationen und Baugutachten
- Installation von Werbebannern
- Montage von Personenfangnetzen, Staubschutznetzen sowie von Schutzmatten im Vorfeld von Sprengungen

Die organisierte Höhenrettung und Bergrettungsdienste sind dagegen üblicherweise keine Einsatzgebiete von Höhenarbeitern. Höhenarbeiter werden allerdings teilweise zur Gewährleistung einer raschen Rettung z. B. auf Großbaustellen eingesetzt.
In der Veranstaltungstechnik arbeiten Sachkundige für Veranstaltungsrigging. Die Qualifikation der Veranstaltungsrigger ist unterschiedlich zu der eines SZP/SZT-Anwenders, auch, wenn manche Zugangsverfahren ähnlich sind. Bei Film-, Fernseh-, Show- oder Theaterproduktionen arbeiten Veranstaltungs-, Stunt- oder Showrigger, die eine Zusatzqualifizierung zum SZP/SZT-Anwender haben können.

## Geschichte

### Erste Einsätze und Etablierung von Sicherungen
Zwischen 1879 und 1900 wurden die ersten großen Stahl- und Eisenbauten errichtet wie die Forth Rail Bridge, der Eiffelturm, der Blackpool Tower, die Müngstener Brücke, der Garabit-Viadukt und weitere Bauten. Damals stiegen die Kletterer ohne jede Sicherung auf die Konstruktionen, um zu arbeiten. Das wurde als Lattice Climbing bezeichnet.
Seilsicherungen in der Höhenarbeit sind erst seit den 1930er Jahren üblich. Eine der ersten prominenten Baustellen, in denen die Arbeiter zur Selbstsicherung verpflichtet waren, war der Bau der Golden Gate Bridge in den späteren 1930er Jahren, wo Joseph B. Strauss die Mortalitätsrate weit unter dem damaligen Durchschnitt halten konnte.
Die Industriekletterei im heutigen Sinne wurde in den 1970er Jahren in Großbritannien entwickelt. Die Errichtung, Wartung und Sanierung der Bohrinseln in der Nordsee bewog britische Kletterer, mit Seiltechniken zu arbeiten. Allerdings wurden rudimentäre seilunterstützte Arbeitsverfahren schon beim Ernten von Vogeleiern an Steilklippen Anfang des 20. Jahrhunderts – vor allem in England – durchgeführt. Aufgrund europäischer Vorgaben in der Arbeitssicherheit entstand das Arbeitsverfahren mit einem zweiten Sicherungsseil. Die Öl- und Gasindustrie verlangte nach einem redundanten Seil und nach für am Seil ausgebildeten Arbeitern. Der Verband Industrial Rope Access Trade Association (IRATA) wurde Anfang der 1970er Jahre in England gegründet. Mit weltweit über 15.000 lizenzierten Industriekletterern die größte Vereinigung im Bereich der seilunterstützten Arbeitsverfahren. Inzwischen gibt es in verschiedenen Ländern Verbände für diese Arbeiten, wie beispielsweise die IRAA in Australien, die SPRAT in den USA und den FISAT (Fach- und Interessenverband für seilunterstützte Arbeitstechniken) in Deutschland.

### Etablierung als Branche in Deutschland
Die Industriekletterei wurde auch in der DDR eingesetzt; beispielsweise zur Abdichtung von Fugen in Plattenbauten wurden Bergsteiger herangezogen, da das Aufstellen von Gerüsten wesentlich mehr Aufwand bedeutet hätte. Diese Arbeitsverfahren wurden staatlich anerkannt und als Technosport bezeichnet. Die DDR hatte dafür eigene technische Regeln (TGR). Nach der Wiedervereinigung wurde die Industriekletterei in Deutschland in ihrer Entwicklung gestoppt, da diese Form der Arbeitsplatzpositionierung von den Berufsgenossenschaften als Unfallversicherungsträger nicht anerkannt wurden. 1995 wurde in Deutschland der Fach- und Interessenverband für seilunterstützte Arbeitstechniken e. V. gegründet. Der Verband hat in Zusammenarbeit verschiedener Expertengruppen und durch Mitarbeit in unterschiedlichen staatlichen, europäischen und internationalen Gremien die Zulassung dieser Arbeitsverfahren und die Implementierung in europäische Unfallverhütungsvorschriften erreicht.
In Deutschland sind seilunterstützte Zugangs- und Positionierungsverfahren formal erst seit Mitte der 1990er Jahre von der Berufsgenossenschaft der Bauwirtschaft (BG-Bau) zugelassen. Zuvor gab es zwar Aktivitäten, diese fanden aber in einer rechtlichen Grauzone statt. In der DDR tätige Unternehmen arbeiteten nach den seit 1988 gültigen Technischen Normen, Gütevorschriften und Lieferbedingungen (TGL), die mit der Wiedervereinigung außer Kraft gesetzt wurden. Der Fach- und Interessenverband für seilunterstützte Arbeitstechniken tritt als Dachverband und Interessenvertreter der Branche auf. Der Verband gab 1997 Richtlinien zur Ausbildung und Arbeitssicherheit für seilunterstützte Zugangstechniken heraus. Seitdem können Anwender seilunterstützter Arbeitsverfahren in Deutschland eine von diesem Verband anerkannte Ausbildung absolvieren.
Die vom Verband vertretenen Ausbildungsstandards entsprechen internationalen Standards und müssen innerhalb Europas anerkannt werden. Eine internationale Norm für das sichere Arbeiten am Seil wurde zwar erarbeitet (ISO 10333-1 bis 10333-3), wird aber von der Europäischen Union nicht in ihr Normenwerk übernommen da diese Normen Arbeitsverfahren regeln. Die Anwendung seilunterstützter Arbeitsverfahren wird in Deutschland hauptsächlich durch die Technische Regel für Betriebssicherheit TRBS 2121-3 geregelt. Vorläufer dieser Regel waren die ZH 709/710 und danach die BGR 198/199. Die Tätigkeit ist in Deutschland kein anerkannter Beruf. Für die gewerbliche Anwendung hat sich in Deutschland eine entsprechende Ausbildung in Seilzugangstechnik SZT (Level 1–3) etabliert die das Bestehen einer Prüfung und die Ausbildung in Arbeits- und Rettungsverfahren verlangt. Ein gültiger Erste-Hilfe-Grundlehrgang und eine Arbeitsmedizinische Vorsorgeuntersuchung G41 sind vorgeschrieben. Eine handwerkliche Vorbildung ist für die Ausbildungszulassung nicht notwendig.

## Anwendungen

Beispiel von Anwendungen
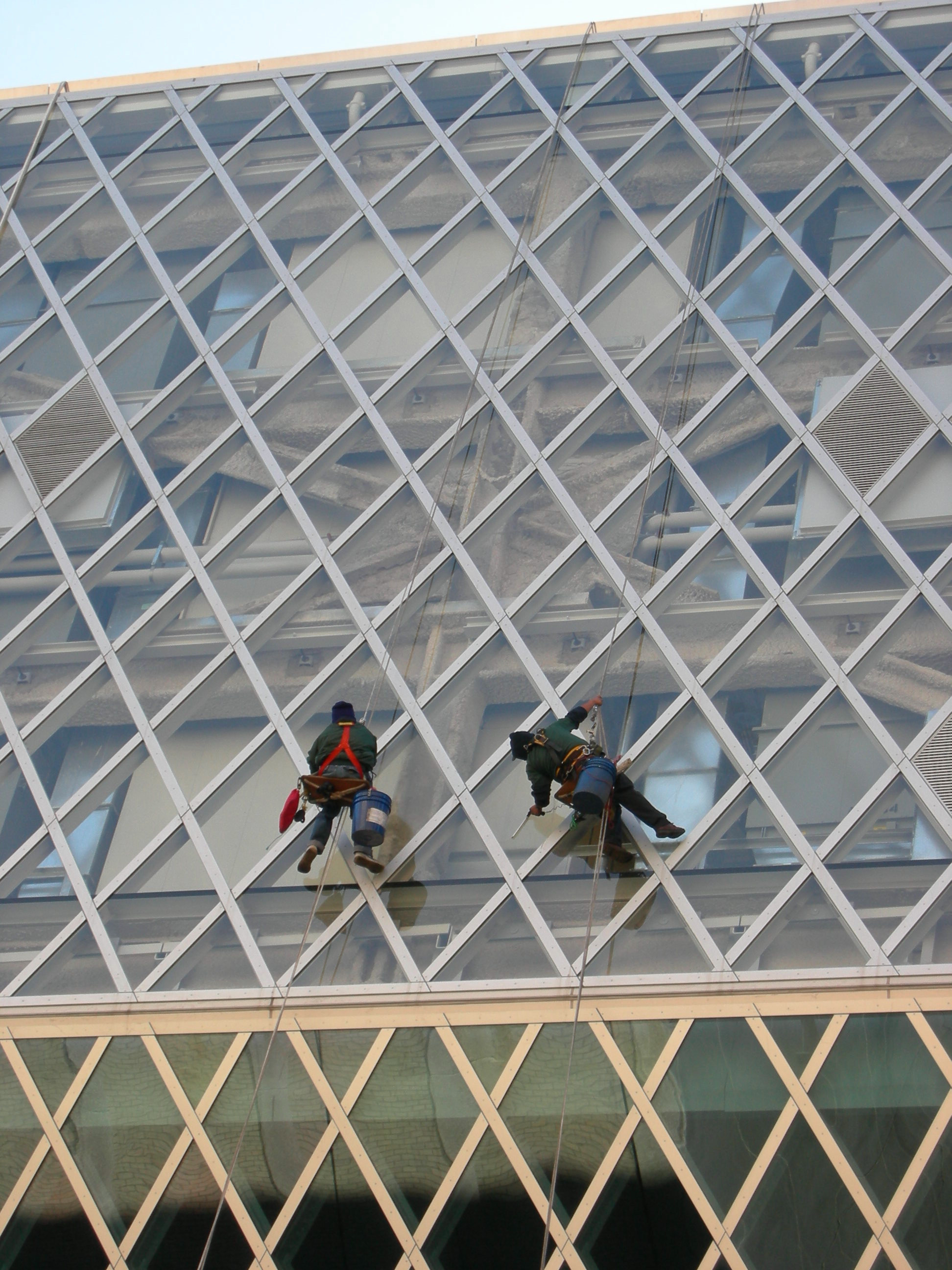
Fensterputzer im Einsatz
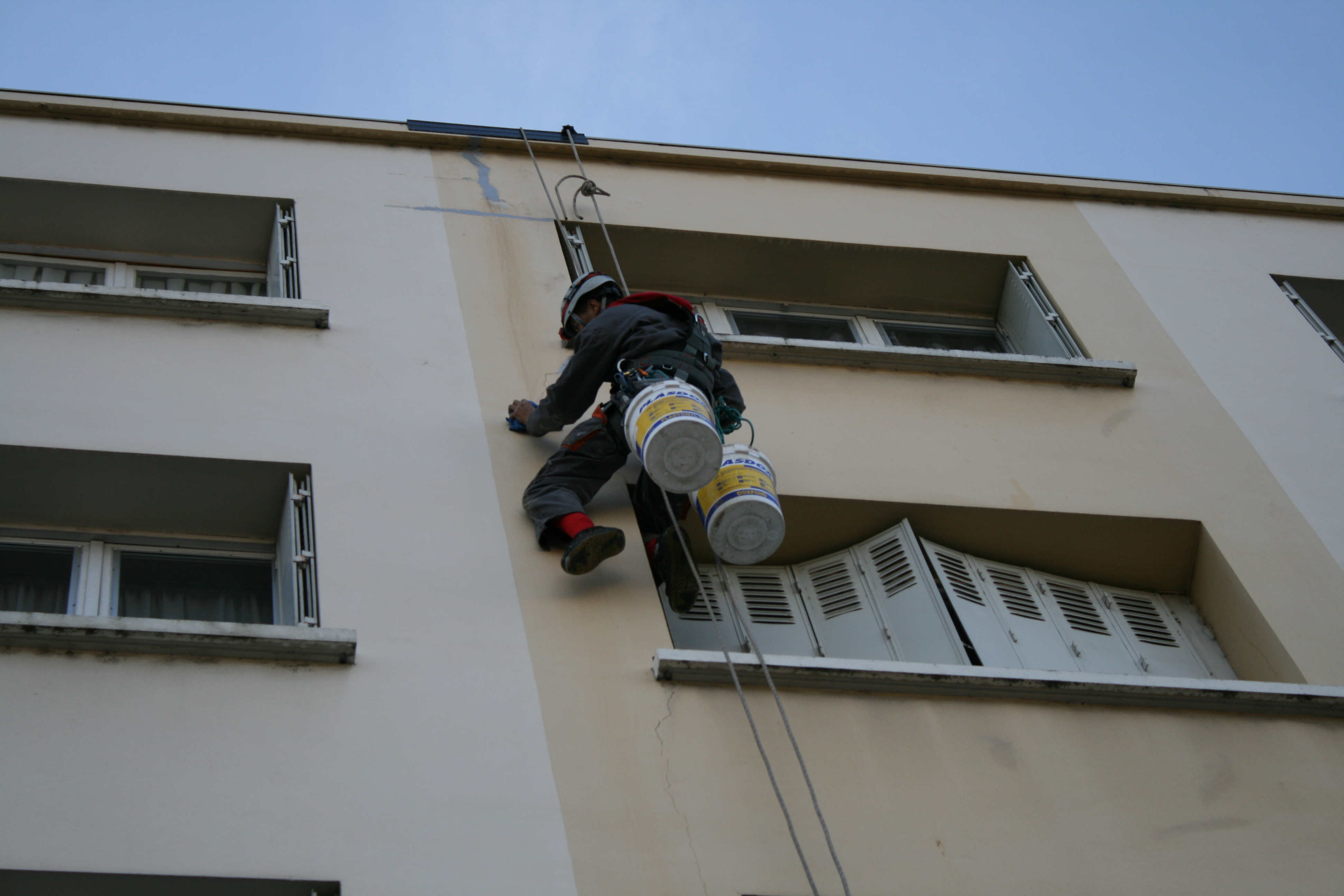
Seilaufbau mit Arbeits- und parallel laufendem Sicherungsseil, über die Dachkante gelegt mit Abriebschutz
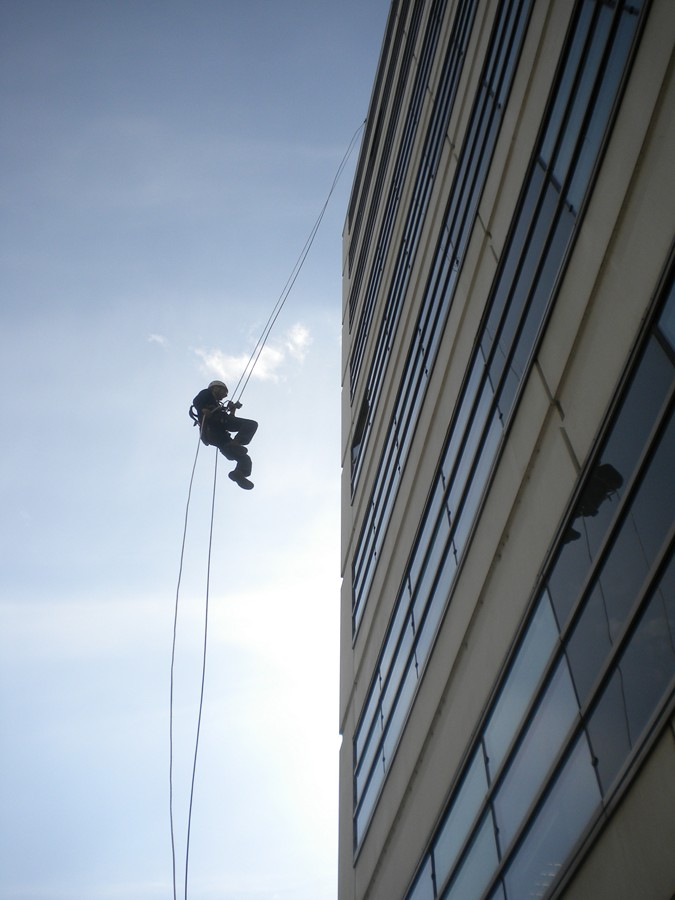
Seiltechniker beim Abseilen vom Arbeitsplatz
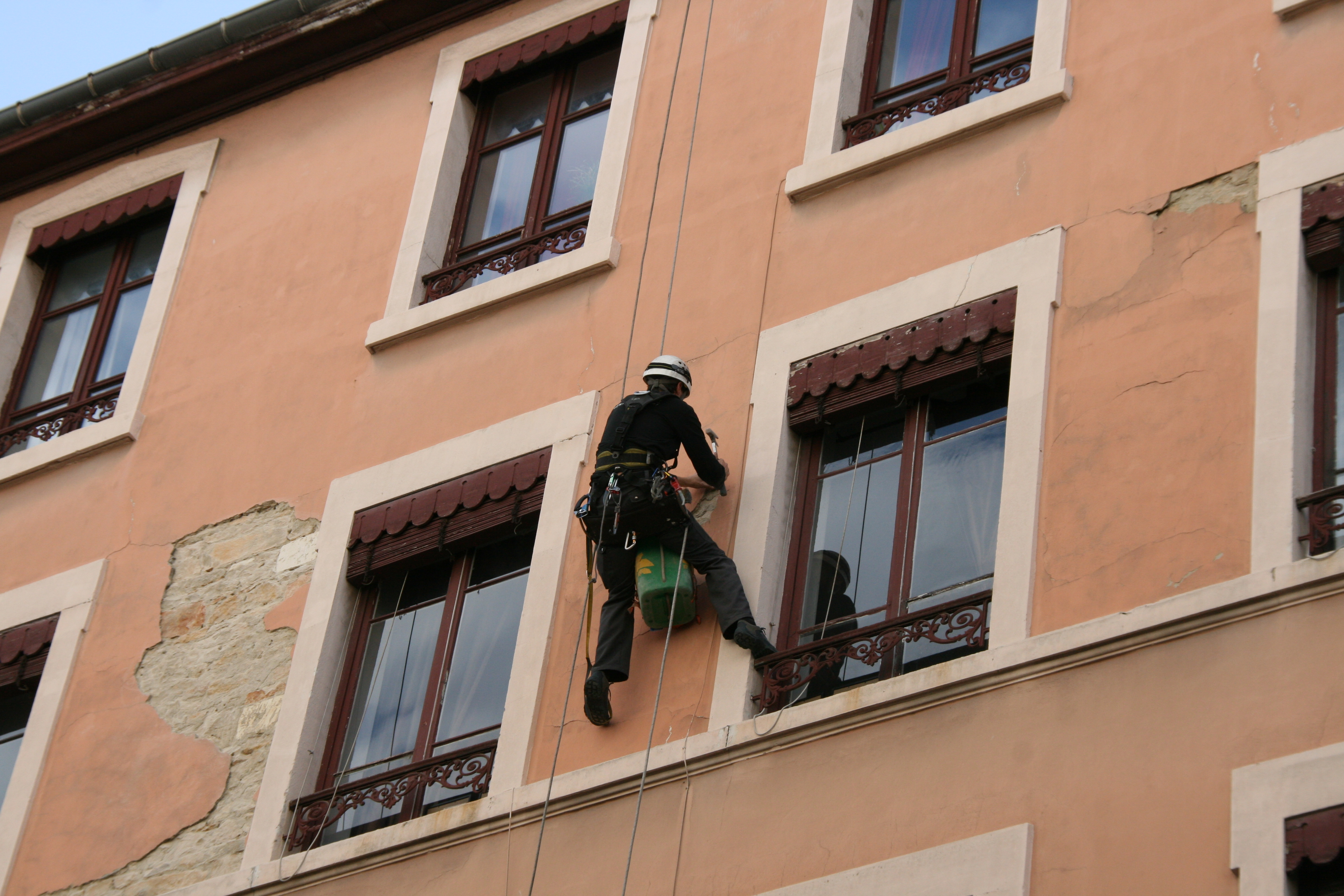
Seiltechniker bei Fassadenausbesserungsarbeiten
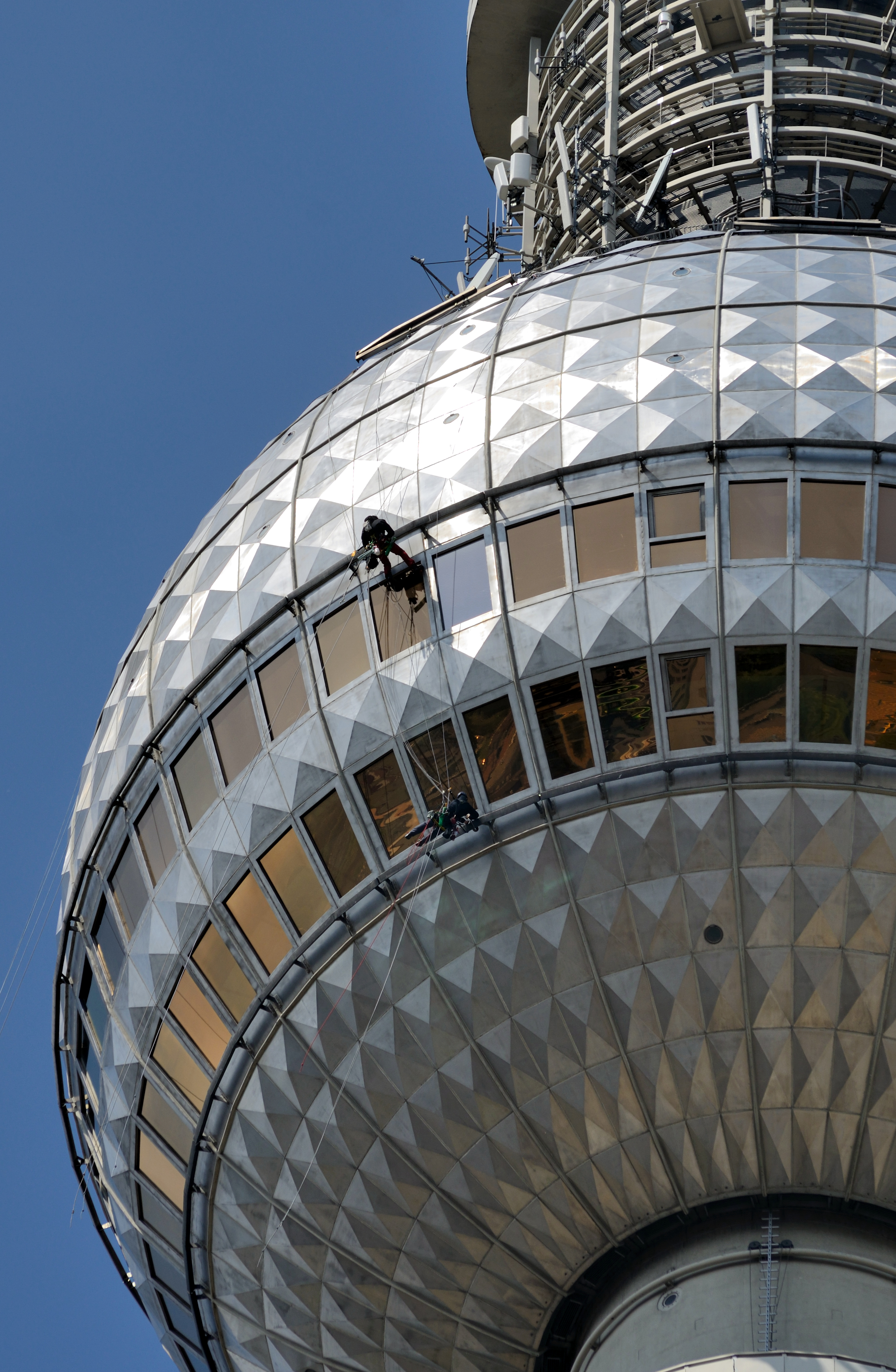
Industriekletterer bei der Fensterreinigung am Berliner Fernsehturm
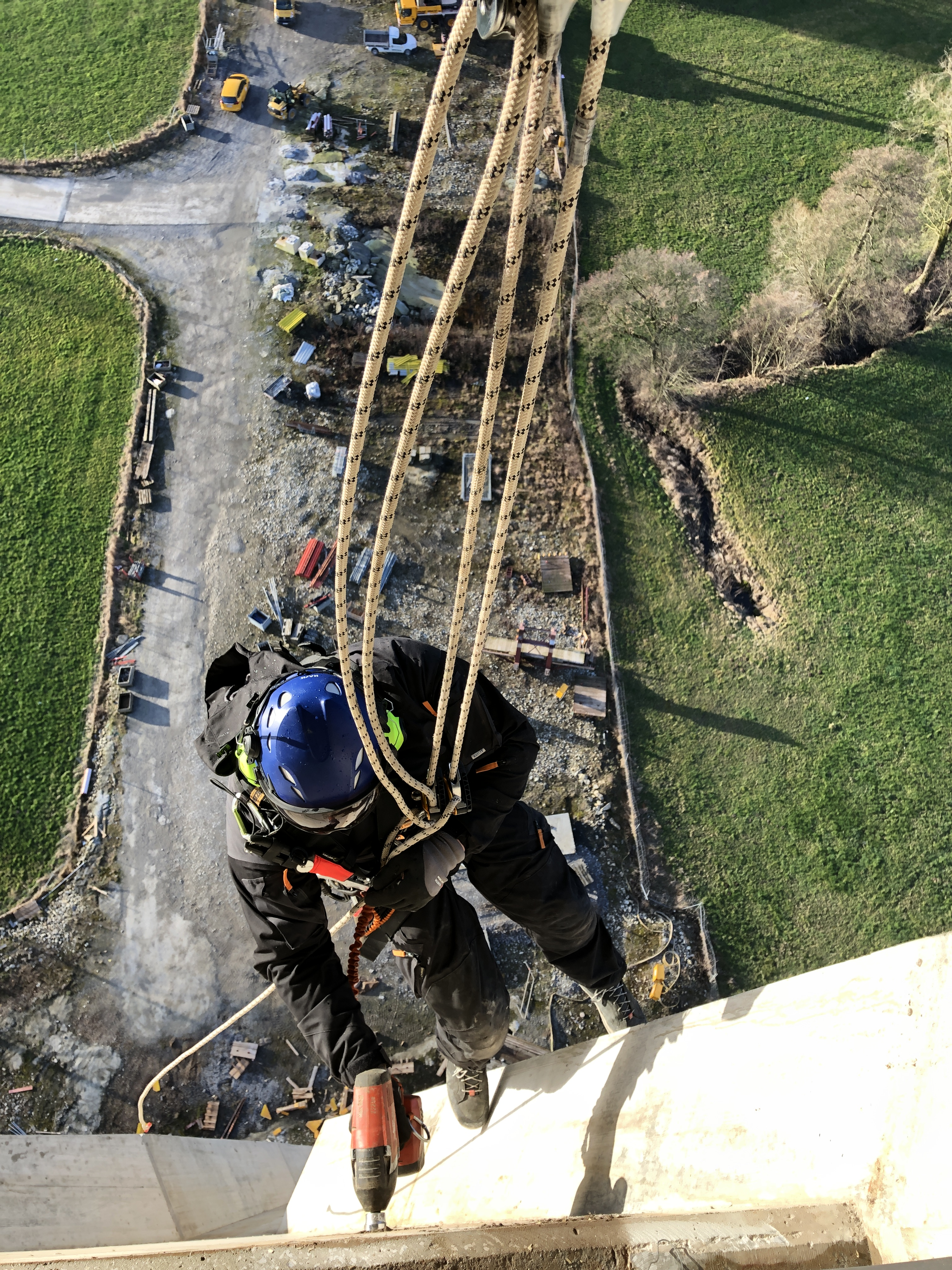
Industriekletterer mit PSAgA